# Karl Friedrich Schultz
Pour les articles homonymes, voir Schultz.
Karl Friedrich Schultz, également Carl Friedrich Schultz (né le 9 avril 1766 à Canow et mort le 27 juin 1837 à Neubrandenbourg) est un médecin et botaniste allemand. Son abréviation d'auteur botanique est "Schultz".

## Biographie
Karl Friedrich Schultz étudie à l'école des sciences de Neubrandenbourg, travaille d'abord comme pharmacien à Potsdam, puis étudie la médecine et obtient son doctorat à Halle en 1791. Il travaille ensuite comme médecin généraliste à Stargard et à Neubrandenbourg. Il est nommé Hofrat et est le premier à décrire de nombreux taxons botaniques tels que la mousse de tourbe Campylopus pyriformis, la mousse de tourbe torsadée Sphagnum contortum et la mousse à feuilles Barbula hornschuchiana, actuellement connue sous le nom de Pseudocrossidium hornschuchianum (de) (Schultz) R.H.Zander.
Le 6 janvier 1802, Schultz devient membre honoraire de la Société des sciences naturelles du Mecklembourg et le 1er janvier 1820, sous la présidence de Christian Gottfried Daniel Nees von Esenbeck, il est admis comme membre de l'Académie allemande impériale léopoldino-carolinienne des scientifiques naturels  sous le numéro de matricule 1159, avec le surnom académique de Timmius,
Christian Gottfried Daniel Nees von Esenbeck nomme en son honneur le genre végétal Schultzia de la famille des plantes de la famille des acanthes en 1823 (ceci est maintenant considéré comme un synonyme de Herpetacanthus Nees. Ce nom est créé par Nees lui-même comme nom de substitution parce qu'il a négligé l'homonyme Schultzia Sprengel de la famille des ombellifères, que Nees a déjà décrite en 1813, et donc avant lui. Dès 1808 Rafinesque a établi un genre Schutzia pour un genre de la famille des gentianes, mais ce nom est supprimé par l'ICBN).
Il lègue son herbier à l'Université de Rostock.
Il est marié et a deux fils.

## Publications
- Prodromus florae stargardiensis: continens plantas in Ducatu Megapolitano-Stargardiensi S. Strelitzensi sponte provenientes. C.F.E. Spaethen, Berlin 1806 (Digitalisat)
- Prodromi florae stargardiensis supplementum primum: adjectis observationibus. Neubrandenburg 1819 (Digitalisat)